# Vivienne Cass
Vivienne Cass (...) è una psicologa e sessuologa australiana.
È una sessuologa e teorica della psicologia, ed i suoi studi di ricerca si sono occupati prevalentemente della formazione dell'identità omosessuale.
Alla fine degli anni '70 conseguì il suo master in psicologia, lavorando come tutor clinico presso il Dipartimento di Psicologia dell'Università del Western Australia, ed in seguito operando come consulente psicologo presso il Servizio di Consulenza Omosessuali Australia Occidentale. Ha istituito il servizio di consulenza stessa, nel 1974, e lo ha diretto fino al 1981.
Nel 1979 ha pubblicato il suo "modello di sei fasi di formazione dell'identità omosessuale". Questo è stato uno dei primi modelli di questo tipo, ponendo l'accento sul reale processo mediante il quale un individuo acquisisce un orientamento omosessuale. La linea di lavoro aperta dalla Cass venne in seguito approfondita da altri ricercatori, come ad esempio Richard Trioden (1979) e Ken Plummer (1981).
Il modello della Cass ha catturato l'interesse del mondo accademico pubblico, e nel 1979 ha ricevuto il Premio per lo sviluppo della teoria della National Gay Academic Union negli Stati Uniti. Ha continuato a sviluppare il suo modello, e nel 1983 ha pubblicato un trattato con la valutazione delle teorie allora esistenti sull'identità omosessuale. Infine, nel 1984, ha pubblicato i suoi dati empirici a sostegno del suo precedente modello ipotetico. Quello della Cass, a seguito di tale pubblicazione, divenne così il modello di riferimento nel settore.

## Modello di Cass sull'Identità Omosessuale
Il modello di base che Vivienne Cass ha proposto è il seguente:
Identità Confusionale - In questa fase, le persone iniziano a chiedersi se possano essere omosessuali. Esse possono prendere in considerazione la possibilità, o rifiutarla. Se si sceglie di prendere in considerazione la possibilità, si passerà alla seconda fase.
Identità Confronto - Qui, le persone possono iniziare a guardare gli altri e il confronto con omosessuali, non omosessuali e l'ambiente circostante. A questo punto, i singoli possono mettersi in contatto con un'altra persona omosessuale.
Identità Tolleranza - Gli individui sono sempre più impegnati nella loro identità omosessuale  che può chiedere di più e più contatti omosessuali. L'immagine di sé è sempre una sola: di "tollerare" l'omosessualità, piuttosto che considerarsi omosessuali.
Identità Accettazione - A questo punto, una valutazione più positiva dell'omosessualità comincia a svilupparsi. Le persone iniziano a inserirsi nella società omosessuali. Tuttavia, essi generalmente tentano di "passare" per eterosessuale.
Identità Pride - Le persone in questa fase tipicamente sentono molto orgogliosi del loro omosessualità. Essi si identificano fortemente con altri omosessuali e si sente la rabbia per il modo in cui la società nel suo complesso tratta gli omosessuali. Essi sono spesso molto aperti nella loro sessualità.
Identità di sintesi - Infine, l'influenza positiva dei non omosessuali aiuta le persone che diventano consapevoli del fatto che tutti gli eterosessuali non sono male. A questo punto, essi possono sentirsi tranquilli per la loro identità, e non spaventati da essa, né avvertono il bisogno di ostentarla.